# کشتی بخار کلاس پنسیلاوانیا
استیم‌شیپ کلاس پنسیلاوانیا (به انگلیسی: Pennsylvania-class steamship) یک کلاس از کشتی است که طول آن 343-355 ft می‌باشد.